# Halgurd Mulla Mohammed
Halgurd Mulla Mohammed Taher (ur. 11 marca 1988 r. w Mosulu) – iracki piłkarz, reprezentant kraju grający na pozycji napastnika. Jego bratem jest Hawar Mulla Mohammed, także piłkarz.

## Kariera piłkarska
Przygodę z futbolem rozpoczął w 2004 w klubie Sulaymaniyah FC. Grał w nim przez pięć lat. Od 2009 jest zawodnikiem Arbil FC.

## Kariera reprezentacyjna
Karierę reprezentacyjną rozpoczął w 2007. W 2009 został powołany przez trenera Velibora Milutinovicia na Puchar Konfederacji 2009, gdzie Irak odpadł w fazie grupowej. W sumie w reprezentacji wystąpił w 9 spotkaniach.